# Grewia limae
Espèce
Statut de conservation UICN

 EN B1ab(ii,iii) : En danger
Grewia limae est une espèce de plantes de la famille des Malvaceae.

## Publication originale
- Boletim da Sociedade Broteriana, sér. 2, 31: 86. 1957.